# Aegapheles banda
Aegapheles banda är en kräftdjursart som först beskrevs av Bruce 2004.  Aegapheles banda ingår i släktet Aegapheles och familjen Aegidae. Inga underarter finns listade i Catalogue of Life.